# Bernhard Schmidt (Philologe)

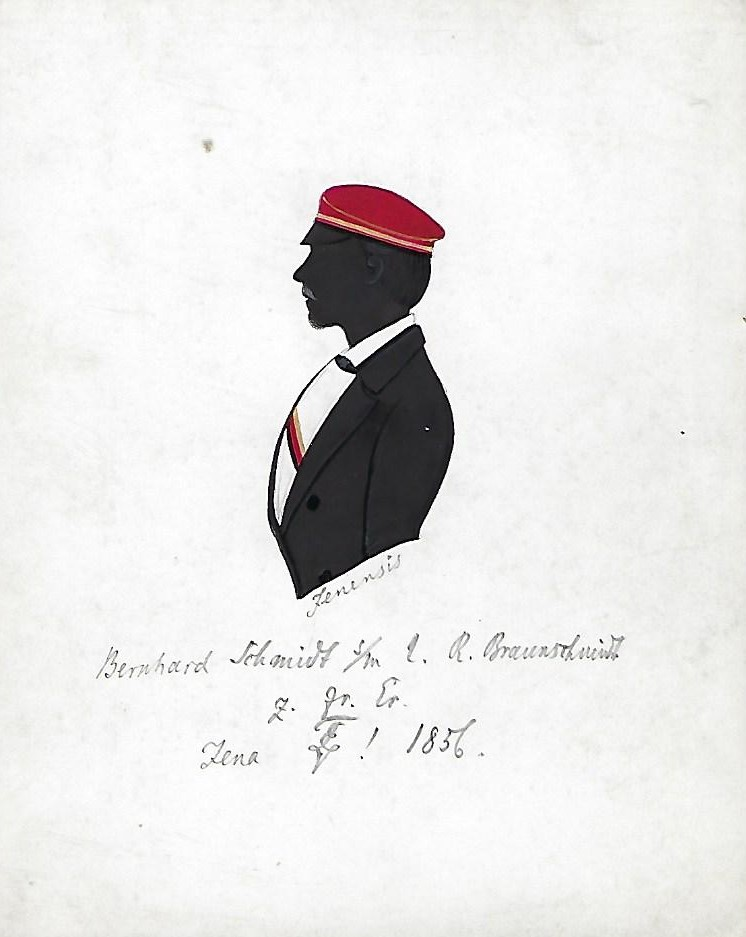
Bernhard Schmidt (1856)

Bernhard Schmidt (* 30. Januar 1837 in Jena; † 18. Januar 1917 in Freiburg im Breisgau) war ein deutscher Altphilologe.

## Leben
Bernhard Schmidt wurde als Sohn des Steuerbeamten Bernhard Schmidt († 1851) und seiner Frau Johanna geb. Sieglitz geboren. Er besuchte die Knabenlehranstalt von Karl Volkmar Stoy, ab 1851 das Gymnasium Casimirianum in Coburg und ab 1854 das Gymnasium zu Weimar, wo ihn der Schulleiter Hermann Sauppe prägte. Anschließend studierte Schmidt ab 1856 Klassische Philologie an den Universitäten zu Jena, Berlin und Bonn. Während seines Studiums in Jena wurde er 1856 Mitglied der Burschenschaft Arminia auf dem Burgkeller. Eine Augenkrankheit zwang ihn 1859 zu einer mehrmonatigen Pause, während der er sich in seinem Elternhaus in Jena aufhielt. 1860 wurde er in Berlin zum Dr. phil. promoviert. Nach einem längeren Studienaufenthalt in Griechenland habilitierte sich Schmidt 1865 in Jena mit der Schrift Observationes criticae in Senecae tragoedias. 1872 wurde er als ordentlicher Professor an die Albert-Ludwigs-Universität Freiburg berufen, wo er bis zu seiner Emeritierung (1911) wirkte.

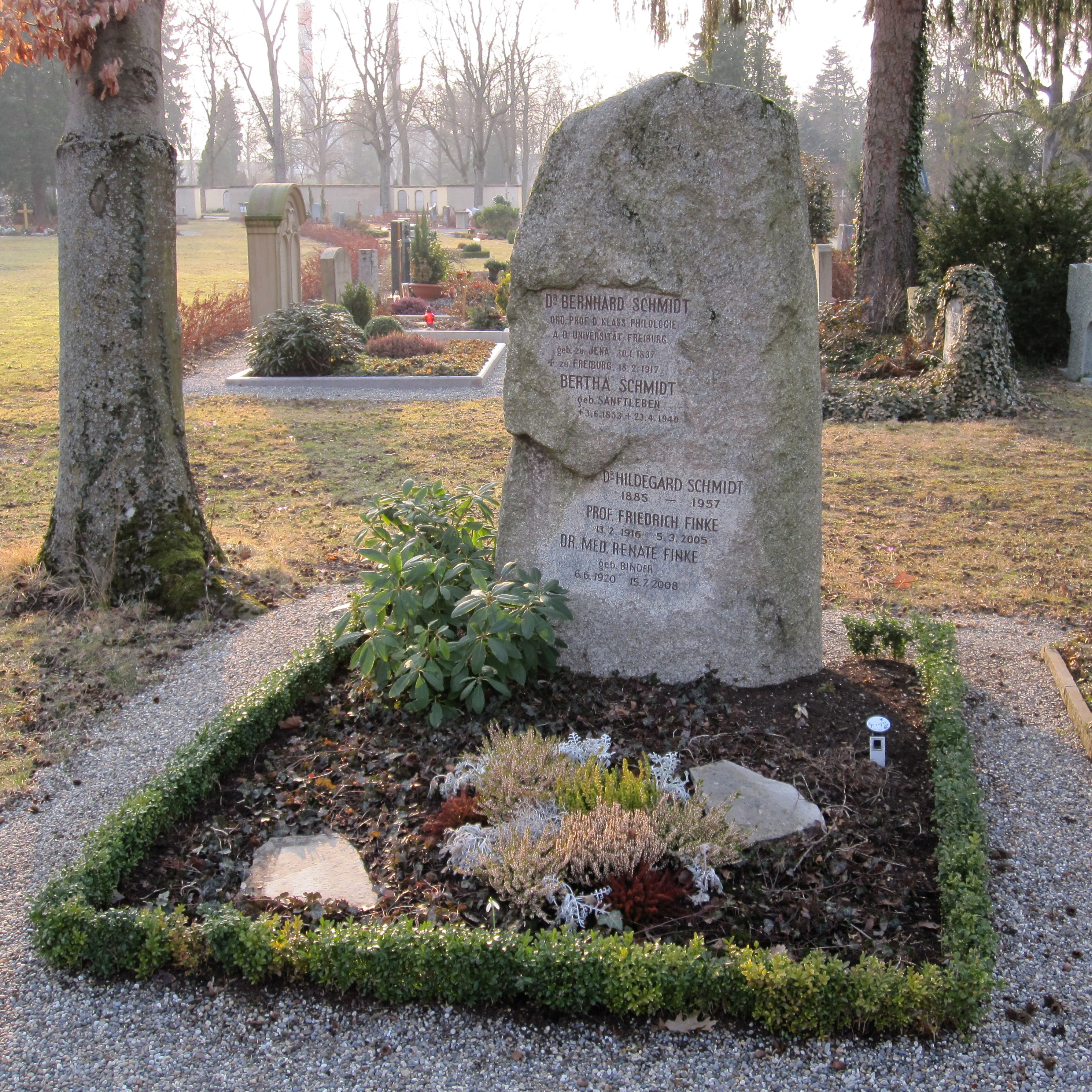
Schmidts Grab in Freiburg

Zu seinen Forschungsschwerpunkten gehörten die römische Tragödie und die griechische Volksliteratur. Zu seinen bekanntesten Büchern zählen Das Volksleben der Neugriechen und das hellenische Altertum (Leipzig 1871) und der Sammelband Griechische Märchen, Sagen und Volkslieder (Leipzig 1877. Nachdruck Hildesheim/New York 1978).